# مواطنة
المواطنة تعني الفرد الذي يتمتع بعضوية بلد ما، ويستحق بذلك ما ترتبه تلك العضوية من امتيازات. وفي معناها السياسي، تُشير المواطنة إلى الحقوق التي تكفلها الدولة لمن يحمل جنسيتها، والالتزامات التي تفرضها عليه؛ أو قد تعني مشاركة الفرد في أمور وطنه، وما يشعره بالانتماء إليه. ومن المنظور الاقتصادي الاجتماعي، يُقصد بالمواطنة إشباع الحاجات الأساسية للأفراد، بحيث لا تشغلهم هموم الذات عن أمور الصالح العام، وفضلاً عن التفاف الناس حول مصالح وغايات مشتركة، بما يؤسس للتعاون والتكامل والعمل الجماعي المشترك.

## العناصر الأساسية للمواطنة
تتكون المواطنة من ثلاثة عناصر أساسية، هي:

### العنصر المدني
يتضمن الحرية الفردية، وحرية التعبير والاعتقاد والإيمان، وحق التملك، والحق في العدالة، وتحقيق العنصر المدني في المواطنة في المؤسسات القضائية.

### العنصر السياسي
يعني الحق في المشاركة في الحياة السياسية بوصف المواطن عنصراً فاعلاً في السلطة السياسية، من خلال البرلمان.

### العنصر الاجتماعي
يعني تمتع المواطن بخدمات الرفاهية الاجتماعية وإشباع حقوقه الاقتصادية، والتي تتضمن التعليم، وحسن الرعاية الصحية، على سبيل المثال لا الحصر.
ولهذا يُقال عن كل كائن بشري أنه يتمتع بالمواطنة، إذا كان يتمتع بخصائص اجتماعية معينة، لها معناها السياسي المعتد به قانوناً، مثل الحقوق والواجبات، والالتزامات، والحرية في اتخاذ القرارات، التي تمثل شأناً يتصل بمصلحته الخاصة، وفي المشاركة في المصالح العامة، وكذلك المشاركة في المجتمع المدني. ويُصطلح على تسمية هذه المواطنة "بالمواطنة الأساسية أو الفعلية"، وذلك في مقابل التمتع بالمواطنة الرسمية، وهو المصطلح الذي أصبح من المعتاد في هذا العصر أن يقتصر معناه على كون الفرد عضواً في دولة قومية.
ويقتضي تمتع الفرد بالمواطنة في معناها الأول، أن يشكل هذا الفرد جزءاً من كيان سياسي اجتماعي، وأن تلك الحقوق والواجبات وغيرها من الأمور، التي من حق الفرد، أن يحوزها في صورتها الحسية الملموسة (بالإنجليزية: Concrete)‏، وكذلك في صورتها المعنوية، استناداً إلى كونه عضواً في هذا الكيان.
ولا تكون صفة المواطنة إلا لمن يكون ـ طبقاً للدستور والقانون ـ له الحق في المشاركة في حكم بلاده، من خلال مؤسسات الحكم السياسية والقانونية والدستورية. أما الأفراد المقيمون على أرضٍ ويُجبرون على الانصياع للأوامر الصادرة إليهم دون أن يسهموا، بشكل ما، في إعدادها أو إصدارها، مثل الأجانب، مع إمكانية تمتعهم بالحقوق المدنية، فهذه الفئة لا يعدون مواطنين، أي أعضاء أصلاً في الجماعة السياسية يسهمون في توجيه حياتها. ويعد وعي الإنسان بأنه مواطن أصيل في بلاده وعي أصيل بالمواطنة وبأنه ليس فقط مُقيماً يخضع لنظام معين، دون أن يشارك في صنع القرارات داخل هذا النظام.
يُعد هذا الوعي بالمواطنة نقطة البدء الأساسية في تشكيل نظرة الفرد إلى نفسه، وإلى بلاده، وإلى شركائه في صفة المواطنة. وعلى أساس هذه المشاركة يكون الانتماء إلى الوطن. ومن خلال المشاركة تأتي المساواة؛ فلكل مواطن الحقوق نفسها وعليه الواجبات ذاتها. فلصفة المواطن ثلاثة أركان: الانتماء للأرض، والمشاركة، والمساواة أي الندية.
ومن ثم يأتي جهد الشخص في إطار الجماعة السياسية لممارسة صفة المواطنة، والتمسك بها، والدفاع عنها؛ وحينما تنجح الجماعة في استخلاص حقوق الوطن والمواطن، تظهر اللحظة الدستورية؛ فتتحول الأرض إلى وطن، والإنسان، الذي يحيا عليها ويشارك في صياغة حياتها، إلى مواطن.
وعلى ذلك فالوطن هو ما يؤسس فكرة المواطن، وثم من بعدها فكرة المواطنة. فالمواطنة في حقيقته التامة ــ الجماعة الوطنية التي تستكمل التعبير عن شخصيتها وإرادتها بالدولة الواحدة المستقلة. والمواطن في حقيقته التامة هو الفرد بوصفه عضواً بالفعل في دولة وطنية. وهنا يجب التمييز بين الوطنية والمواطنة.

## الوطنية
ظاهرة نفسية اجتماعية مركبة، قوامها حُب الوطن أرضاً وأهلاً، والسعي إلى خدمة مصالحه. أو بعبارة أخرى: ظاهرة نفسية فردية وجماعية، تدور على التعلق بالجماعة الوطنية وأرضها ومصلحتها وتراثها والاندماج في مصيرها.

## المواطنة (المواطنية)
ظاهرة مركبة محورها الفرد، من حيث هو عضو مشارك في الجماعة الوطنية، وفي الدولة التي هي دولتها. وهذا الفرد وهو بهذه الصفة خاضع لنظام محدد من الحقوق والواجبات. وبعبارة أخرى: الوطنية والمواطنة وجهان متباينان من وجوه الارتباط بالجماعة الوطنية، ووجودها السياسي.
وفي الحقيقة حينما نتحدث عن المواطنة، كنظام حقوق وواجبات، فإننا نعني، في الوقت ذاته، حقوق المواطن وواجباته في الدولة، وواجباتها للمواطنين؛ فحقوق المواطنين هي واجبات على الدولة، وحقوق الدولة هي واجبات على المواطنين. لذا، حدد مارشال المواطنة بوصفها المكانة التي تيسر الحصول على الحقوق والقوى المرتبطة بها. وفي محاولة توضيح هذه الحقوق يرى أنها تتشكل من الحقوق المدنية، التي تضم حرية التعبير والمساواة أمام القانون، والحقوق السياسية، التي تشمل:
- الحق في التصويت
- الحق في الانضمام إلى أي تنظيمات سياسية مشروعة.
- الحقوق الاجتماعية والاقتصادية، التي تحتوي على الرفاهية الاقتصادية والأمان الاجتماعي.

## شروط المواطنة ومقوماتها الأساسية
توجد بعض الشروط والمقومات الأساسية، التي لا غنى عنها في اكتمال وجود المواطنة، ويُشار إليها على النحو التالي:

### المقوم الأول
يعد اكتمال نمو الدولة ذاتها بُعداً أساسياً من أبعاد نمو المواطنة، ويتحدد نمو الدولة بامتلاكها لثقافة تلك الدولة، التي تؤكد على المشاركة والمساواة أمام القانون. وعلى هذا النحو، فإن الدولة الاستبدادية لا تتيح الفرصة الكاملة لنمو المواطنة؛ لأنها تحرم قطاعاً كاملاً من البشر من حقهم في المشاركة، أو أن الدولة ذاتها قد تسقط فريسة حُكم القلة التي تسيطر على الموارد الرئيسية للمجتمع، ومن ثم تحرم بقية الأفراد من حقوقهم في المشاركة، أو الحصول على نصيبهم من الموارد. الأمر هذا يدفعهم، بداهة، إلى التخلي عن القيام بواجباتهم والتزاماتهم الأساسية، وهو ما يعني تقلص مواطنتهم بسبب عدم حصول المواطن على جملة الحقوق والالتزامات الأساسية، التي ينبغي أن تتوافر له. وهذا يوضح أن ثمة رابطة عضوية بين اكتمال نمو الدولة واقترابها من النموذج المثالي للدولة الحديثة، والمجتمع القوي المتماسك، وبين اكتمال المواطنة في مستوياتها غير الناقصة.

### المقوم الثاني
ارتباط المواطنة بالديموقراطية، وذلك بوصف أن الديموقراطية هي الحاضنة الأولى لمبدأ المواطنة. وفي هذا الإطار تعني الديموقراطية التأكيد على لا مركزية القرار، في مقابل اختزال مركزية الجماعة. كما تعني أن الشعب هو مصدر السلطات، إضافة إلى التأكيد على مبدأ المساواة السياسية والقانونية بين المواطنين، بصرف النظر عن الدين أو العُرف أو المذهب أو الجنس. وحتى تكون المواطنة فعالة، فمن الضروري أن يتوافر لها قدر من الوعي المستند إلى إمكانية الحصول على المعلومات من مصادرها المختلفة، بحيث تُصبح هذه المعرفة قاعدة القدرة على تحمل المسؤولية، كما تشكل أساس القدرة على المشاركة والمساءلة.

### المقوم الثالث
تمتع المواطنين، بكافة الحقوق السياسية والقانونية والاجتماعية والاقتصادية والثقافية. وهذا يعني قيام عقد اجتماعي يؤكد على أن المواطنة في الأمة، هي مصدر كل الحقوق والواجبات، وأيضاً مصدراً لرفض أي تحيز فيما يتعلق بالحقوق والواجبات وفق أي معيار، سواء الجنس أو الدين أو العرق أو الثروة أو اللغة أو الثقافة. في نطاق ذلك، فإنه من الضروري تأكيد التلازم بين الحقوق والواجبات القانونية والسياسية، والحقوق الاجتماعية والاقتصادية والثقافية، وذلك حتى تتحقق الديموقراطية الكاملة. وفي هذا الإطار يتطلب التأكيد على المواطنة التأكيد على المساواة والعدل الاجتماعي، فيما يتعلق بتوزيع الفرص الاقتصادية والاجتماعية والثقافية، وبطبيعة الحال السياسية.

### المقوم الرابع
يُعد الفرد البالغ العاقل أحد المكونات الأساسية للمواطنة، وذلك بوصف أن هذا الفرد يخضع لعملية التنشئة الاجتماعية والثقافية والسياسية، التي تقوم بها مؤسسات المجتمع المختلفة، بإشراف الدولة وسيطرتها. وتساعد عملية التنشئة ــ في حالة اكتمالها ــ الفرد على أن يستوعب أهداف الجماعة وتراثها، ويعبّر عن مصالحها، ويتعايش مع الجماعة، دون أن يذوب في إطارها.

### المقوم الخامس
يُعد إشباع الحاجات الأساسية للبشر، في أبعادها الاقتصادية والسياسية والاجتماعية والثقافية، أحد المقومات الرئيسية للمواطنة. وفي هذا الإطار تواجه المواطنة أزمة إذا تخلت الدولة عن القيام بالتزاماتها المتعلقة بتهيئة البيئة الملاءمة لتحقيق الرفاهية الاجتماعية والاقتصادية للبشر. ومن الطبيعي أن يؤدي عدم إشباع الحاجات الأساسية للبشر إلى ظواهر عديدة، تُشير في مجملها إلى تآكل الإحساس بالمواطنة. وتبدأ هذه الظواهر بالانسحاب من القيام بالواجبات، ما دامت الحقوق قد تآكلت مروراً بعدم الإسهام أو المشاركة الفعالة على كافة الأصعدة، وحتى الهروب من المجتمع، والبحث عن مواطنة جديدة، أو التمرد على الدولة والخروج عليها، والاحتماء بجماعات وسيطة، أو أقل من الدولة. وتؤدي كل هذه الظواهر إلى تآكل المواطنة، بسبب تآكل إشباع الحاجات الأساسية.